# Polarita
La polarita és un mineral de la classe dels sulfurs. El seu nom fou fa referència als Monts Urals Polars de Rússia on fou descoberta per primer cop el 1969 per A.D. Genkin, T.L. Evstigneeva, N.V. Troneva i L.N. Vyal'sov

## Característiques
La polarita és un mineral de pal·ladi, plom i bismut, és un aliatge de fórmula química Pd,(Bi,Pb), de color blanc. La seva densitat és de 12,51 g/cm³, i cristal·litza en el sistema ortoròmbic en forma de grans disseminats, amb una lluentor metàl·lica.
Segons la classificació de Nickel-Strunz, la polarita pertany a «02.AC: Aliatges de metal·loides amb PGE» juntament amb els següents minerals: atheneïta, vincentita, arsenopal·ladinita, mertieita-II, stillwaterita, isomertieita, mertieita-I, miessiita, palarstanur, estibiopaladinita, menshikovita, majakita, paladoarseniat, paladobismutarseniat, paladodymita, rhodarseniat, naldrettita, polkanovita, genkinita, ungavaita, borishanskiïta, froodita i iridarsenita.

## Formació i jaciments
Es troba en filons hidrotermals de sulfurs de Cu-Ni-Fe. Sol trobar-se associada a altres minerals com: calcopirita, talnakhita, cubanita, estannopalladinita, paolovita, sobolevskita, sperrylita, cabriita, palarstanida, platí, esfalerita i plata.